# Emplectanthus dalzellii
Emplectanthus dalzellii är en oleanderväxtart som beskrevs av D.G.A.Styles. Emplectanthus dalzellii ingår i släktet Emplectanthus och familjen oleanderväxter. Inga underarter finns listade i Catalogue of Life.